# Viljandi
Viljandi (alemão Fellin, polonês Felin) é um município urbano estoniano, que ocupa uma área de 14,6 km² do planalto de Sakala, no sul do país. Segundo estimativas para 2007 ele possui uma população de 20.190 habitantes , classificado em sexto lugar entre os municípios mais populosos da Estônia. É capital da região de Viljandi, conhecido principalmente por suas belezas naturais e rica vida cultural. O município foi pela primeira vez mencionado em 1283, quando lhe foi dado a carta de cidade por Villekinus de Endorpe. Está distante da capital do país, Tallinn, cerca de 161 km, de Tartu 81 km e de Pärnu 97 km.

## História

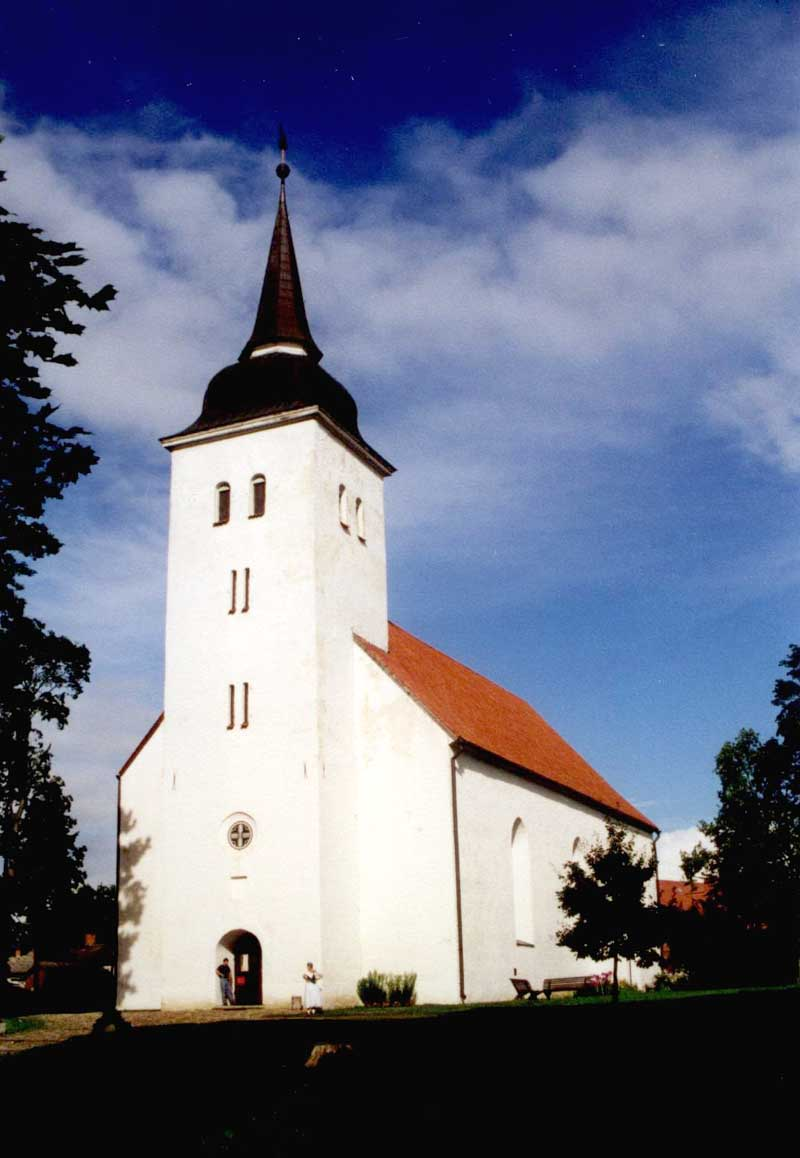
Igreja de São João (Jaani kirik) em Viljandi.

Em 1211 o forte da colina dos estonianos em Viljandi foi sitiado por um exército combinado de alemães, letões e livônios. Os Irmãos Livônios da Espada capturaram o forte em agosto de 1223 de um contingente de russos, que uniram forças com os insurgentes estonianos. No ano seguinte, o Grão-Mestre Volquin conduziu a construção do castelo ao lado do ex-forte. O castelo de Viljandi (Fellin) era um dos maiores da região báltica. Era a principal fortificação da Ordem da Livônia e foi indicado um comandante para administrá-lo a partir de 1248. A fortaleza foi continuamente reconstruída e modernizada ao longo dos duzentos anos seguintes.
Em 1283, o município recebeu a carta de privilégios de cidade de Villekinus de Endorpe, o mestre da Ordem. O município tornou-se membro da Liga Hanseática no início do século XIV e atualmente é um dos cinco municípios estonianos da Liga.
Em 1470, Johann Wolthus von Herse, então mestre da Ordem, fixou residência no castelo. Em 1481, Ivan III da Rússia sitiou o castelo, mas não conseguiu tomá-lo. Porém, durante a Guerra da Livônia, a Rússia moscovita conseguiu conquistá-lo em 1560. Durante as Guerras polaco-suecas, no início do século XVII, o castelo mudou constantemente de dono e acabou em ruínas. O mesmo aconteceu com o município, que foi destituído de seus privilégios.
Depois da Grande Guerra do Norte, os russos revogaram a autonomia local até 1783, quando no curso das reformas regenciais da Imperatriz Catarina, a Grande Viljandi tornou-se um distrito. Isto resultou no restabelecimento das leis municipais da cidade. A importância econômica e política de Viljandi começou a crescer. A população, depois de diminuir em número e riquezas, retomou seu crescimento, com o ressurgimento do artesanato, comércio e vida cultural.
O popular jornal da Estônia Sakala foi fundado em Viljandi em 1878.

## Cultura e Desporto

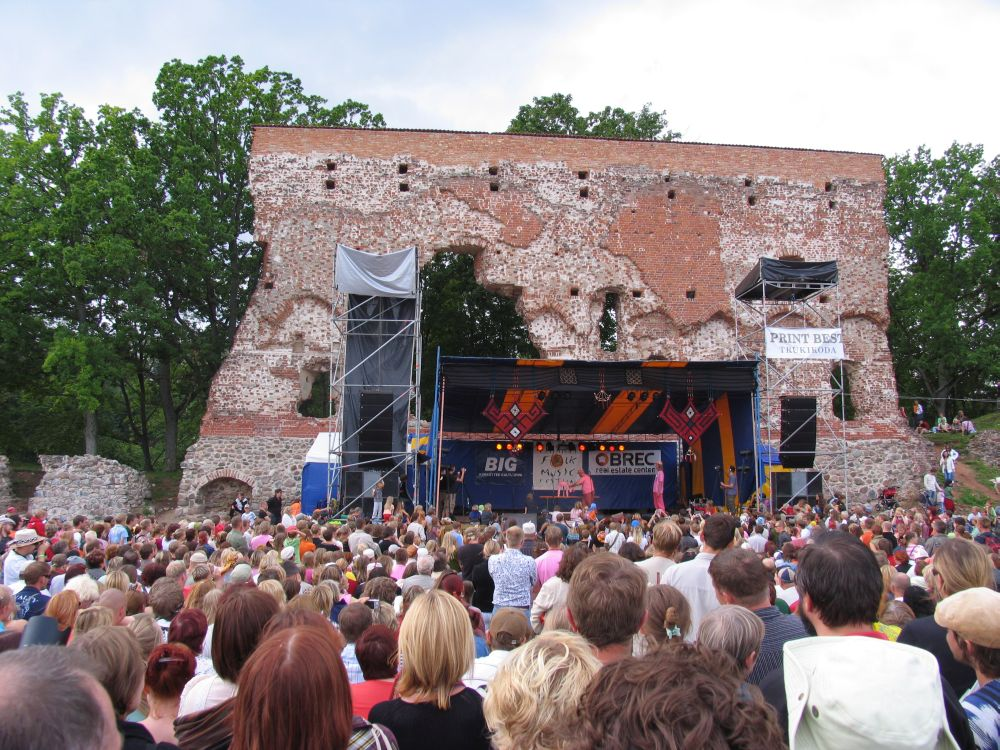
Um dos eventos do Viljandi Folk Music Festival, realizado nas ruínas do castelo.

Viljandi é considerado, por muitos estonianos, a "capital da música folclórica" devido ao seu festival anual de música, "Viljandi Folk Music Festival", organizado desde 1993 pelo Centro de Música Tradicional Estoniana.
O festival acontece durante quatro dias, geralmente no final do mês de julho, com mais de 100 concertos nas ruínas do castelo e igrejas de Viljandi, bem como em vários outros locais espalhados pelo condado de Viljandi.
O Tulevik Viljandi é a equipe de futebol profissional do município. Disputa atualmente a liga de futebol principal estoniana, a Meistriliiga. A equipe faz seus jogos em casa no Viljandi Linnastaadion.

## Referência
1. ↑  Statistics Estonia - Dados de 1 de janeiro de 2007 calculados com base nos dados ajustados do censo populacional de 2000.